# Julia Mächtig

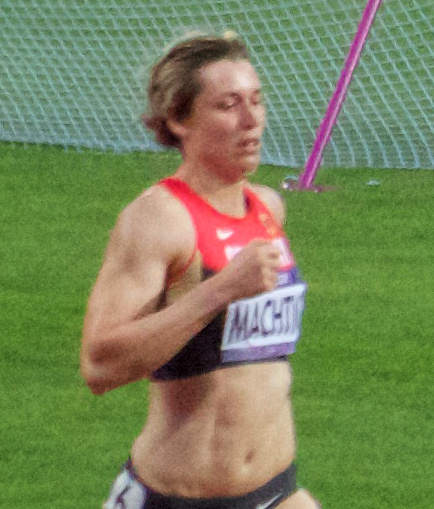
Julia Mächtig bei den Olympischen Spielen 2012

Julia Mächtig (* 1. Januar 1986 in Rostock) ist eine ehemalige deutsche Leichtathletin. Ihr Fokus lag auf dem Siebenkampf, Erfolge feierte sie auch im Weitsprung.

## Berufsweg
Mächtig diente bei der Bundeswehr in der Sportfördergruppe Frankfurt (Oder) als Sportsoldat im Dienstgrad eines Obermaats. Nach einem Sportmanagementstudium ist sie seit Juli 2016 als Geschäftsführerin beim Handballverein SV Fortuna ’50 Neubrandenburg tätig und kümmert sich um die Finanzen, um Sponsoren, Spielerverträge, Organisation und Absicherung des Spielbetriebs, Organisation von Vereinsveranstaltungen etc. und ist gleichzeitig auch Geschäftsstellenleiterin des Vereins.

## Sportliche Karriere
Julia Mächtig zeigte als Jugendliche Talent in diversen Leichtathletikdisziplinen, ohne aber in einer besonders herauszuragen. Daher spezialisierte sie sich auf den Mehrkampf und zog hierfür im Jahr 2000 ins Sportinternat Neubrandenburg. Bei den Juniorenweltmeisterschaften 2004 holte Mächtig die Bronzemedaille und bei den Junioreneuropameisterschaften im nächsten Jahr die Silbermedaille. 2006 wurde sie Deutsche Juniorenmeisterin und sorgte für Aufsehen, als sie im selben Jahr Deutsche Meisterin im Weitsprung wurde.
Bei den Damen setzte sie ihre guten Leistungen fort, indem sie 2007 auf Anhieb mit 5887 Punkten Deutsche Siebenkampfmeisterin wurde und bei den U23-Europameisterschaften Dritte wurde. 2008 erlebte sie aber einen Rückschlag, als sie sich trotz ansprechender Leistung (6289 Punkte) nicht für die Olympischen Spiele in Peking qualifizierte, weil sie den Kampf um den dritten deutschen Siebenkampfstartplatz (hinter den gesetzten Jennifer Oeser und Lilli Schwarzkopf) gegen Sonja Kesselschläger verlor.
2009 qualifizierte sie sich für die Weltmeisterschaften in Berlin und wurde Neunte. 2010 ließ sich Mächtig an der Achillessehne operieren und fiel für den Rest der Saison aus. Im folgenden Jahr wurde sie bei den Weltmeisterschaften in Daegu 17. 2012 gewann sie mit der persönlichen Bestleistung von 6345 Punkten das Mehrkampf-Meeting Ratingen und qualifizierte sich für die Olympischen Spiele in London. Nach einem enttäuschenden Wettkampf landete Mächtig mit 5338 Punkten auf Platz 31.
2013 wurde Mächtig Deutsche Hallenmeisterin. Bei den Halleneuropameisterschaften in Göteborg kam sie auf den siebten Platz. Im Qualifikationswettkampf für die Weltmeisterschaften stellte sie im Juni 2013 in Ratingen mit 6430 Punkten eine neue persönliche Bestleistung auf. Im Januar 2014 trennte sie sich von ihrem langjährigen Trainer Klaus Baake.
Nachdem sie anderthalb Jahre lang aus gesundheitlichen Gründen keinen Wettkampf mehr absolvieren konnte, gab sie im Februar 2016 das Ende ihrer sportlichen Karriere bekannt. Nun ist sie Hobby-Handballerin.
Mächtig ist 1,87 m groß und hatte ein Wettkampfgewicht von 80 kg.

## Bestleistungen
Ihre Bestleistungen liegen bei 6430 Punkten (Siebenkampf) bzw. 4556 Punkten (Fünfkampf). Ihre Stärken lagen im Weitsprung (Bestweite 6,48 m) und im Kugelstoßen (Bestweite 15,79 m), in der sie ihre langen Hebel und kräftige Statur ausnutzen konnte.

## Vereinszugehörigkeiten
Mächtig startete für den SC Neubrandenburg.

## Erfolge
- Dritte Juniorenweltmeisterschaften 2004
- Zweite Junioreneuropameisterschaften 2005
- Deutsche Juniorenmeisterin 2006
- Deutsche Weitsprungmeisterin 2006
- Dritte U23-Europameisterschaften 2007
- Neunte der Halleneuropameisterschaften 2007
- Deutsche Siebenkampfmeisterin 2007
- Neunte bei den Weltmeisterschaften 2009
- Deutsche Hallenmeisterin 2013
- Siebte der Halleneuropameisterschaften 2013